# Lechovice
Lechovice är en ort i Tjeckien.   Den ligger i distriktet Okres Znojmo och regionen Södra Mähren, i den sydöstra delen av landet, 190 km sydost om huvudstaden Prag. Lechovice ligger 196 meter över havet och antalet invånare är 424.
Terrängen runt Lechovice är huvudsakligen platt. Lechovice ligger nere i en dal. Runt Lechovice är det ganska glesbefolkat, med 42 invånare per kvadratkilometer. Närmaste större samhälle är Znojmo, 12,8 km väster om Lechovice. Trakten runt Lechovice består till största delen av jordbruksmark.